# Hongqi
 Denne artikel omhandler et bilmærke. Opslagsordet har også en anden betydning, se Hongqi (tidsskrift).
Hongqi (kinesisk: 红旗; pinyin: Hóngqí, "Røde Fane") er et bilmærke produceret af Kinas største bilfabrikant, FAW Group Corporation som under dette varemærke blandt andet har fremstillet en licenskopi af Audi 100 C3.
Hongqis logo er en stiliseret, rød fane på motorhjelmen.
Modellerne, herunder den aktuelle topmodel HQ3, er alle licenskopier af udenlandske bilmodeller. Siden 1980'erne har FAW samarbejdet med Volkswagen og Audi, og i nyere tid også med Toyota og Nissan. Hongqi HQ3 er dermed baseret på Toyota Crown.
Oprindeligt var Hongqi-modeller kun for højtstående embedsmænd. De indstillede produktionen i 1981, men blev senere genoplivet i midten af 1990'erne.[kilde mangler]

## Billeder
- Hongqi CA72 (1959)
- HongQi HQD på Shanghai Auto Show 2005
- HongQi CA 7200
- HongQi CA 7202HongQi CA 7202
- 2012 H7